# 騰波ノ江
騰波ノ江（とばのえ）は、かつて茨城県下妻市北東部及び筑西市にあった湖。鳥羽の淡海（とばのうみ）とも呼んだ。

## 歴史
二千年ほど前、鬼怒川は下妻市比毛付近で小貝川と合流していた。運ばれた土砂により小貝川がせき止められて誕生したもので、平安時代には高橋虫麻呂の歌にも詠まれている。鬼怒川が石毛方面に流れを変えると徐々に排水され低湿地となったが、江戸時代に干拓され、水田地帯となった。